# Juneteenth

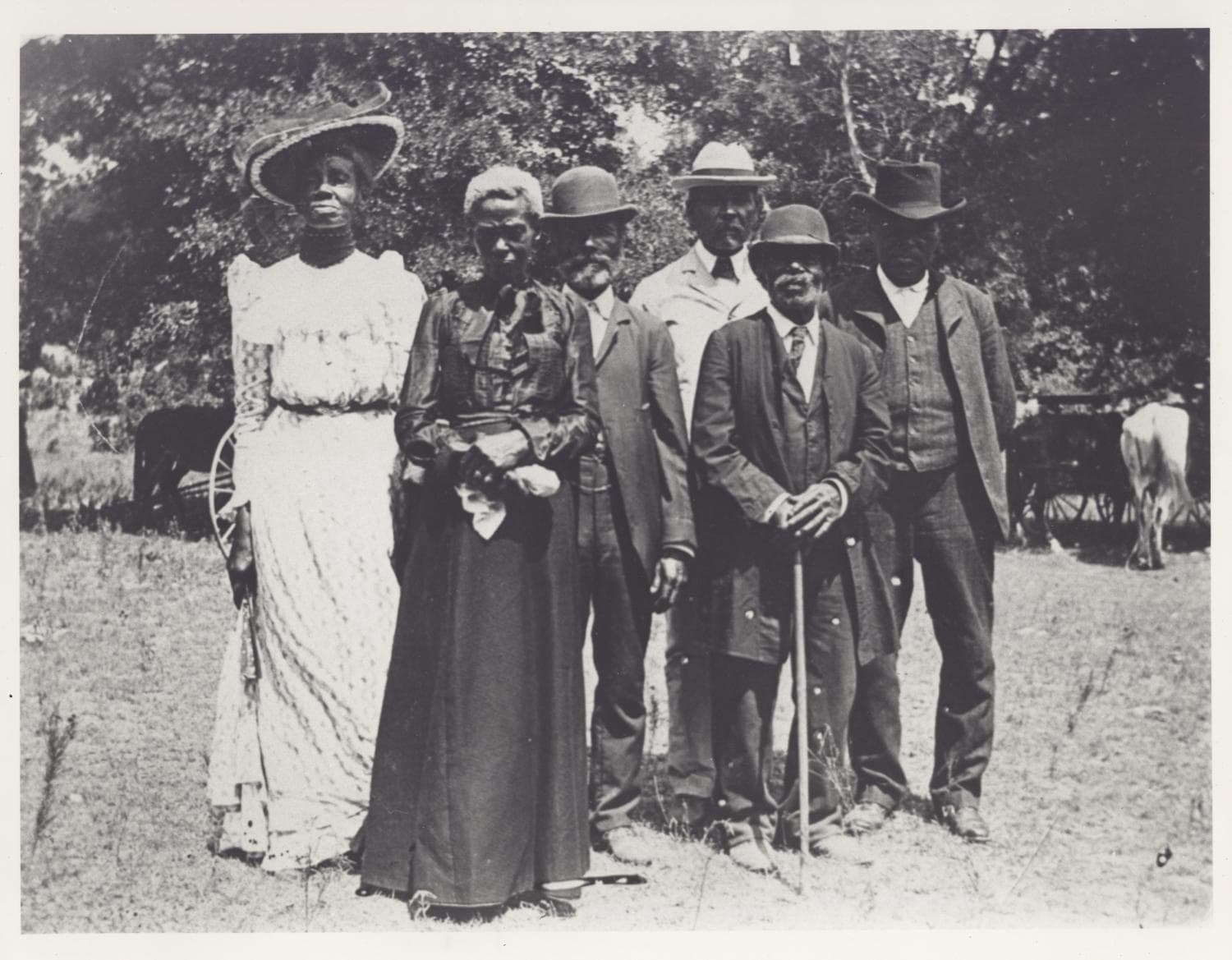
Święto Juneteenth jako Dzień Emancypacji w roku 1900

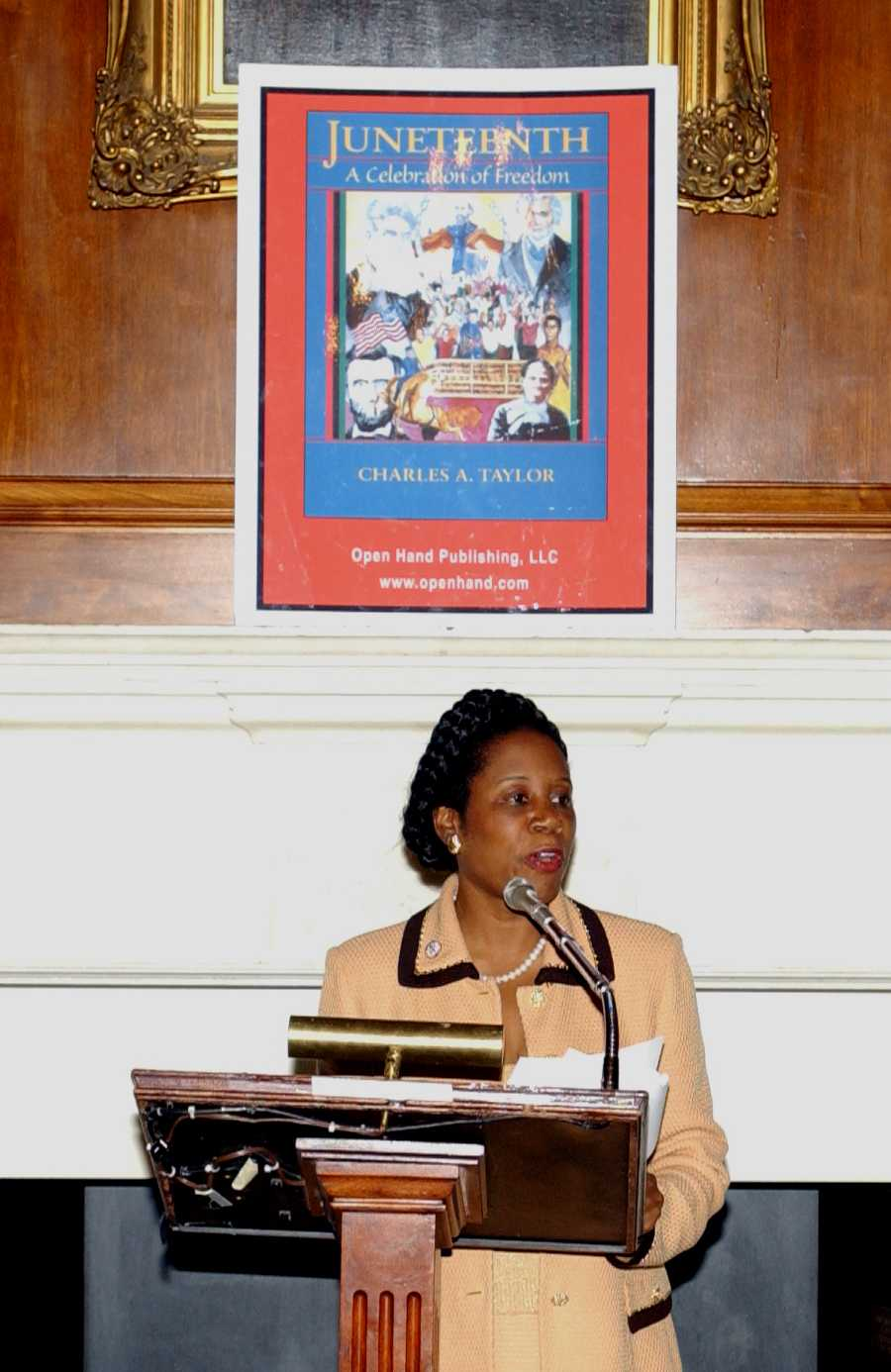
Posłanka Kongresu Sheila Jackson ubiegająca o uznanie Juneteenth jako święta narodowego w Stanach

Juneteenth (Juneteenth National Independence Day), Dzień Wyzwolenia (od niewolnictwa) – oficjalne święto w USA, obchodzone 19 czerwca, upamiętniające zniesienie niewolnictwa w Stanach Zjednoczonych. Nazywane też Jubilee Day (Dzień Jubileuszowy), Emancipation Day (Dzień Emancypacji), Liberation Day (Dzień Wyzwolenia) i Freedom Day (Dzień Wolności). Od 2021 Juneteenth jest uznawane jako oficjalne święto stanowe. Społeczności afroamerykańskie i działacze społeczni w USA starają się o uznanie Juneteenth jako święta państwowego w całym kraju.
Etymologia nazwy święta to portmonteau, złożone z angielskich słów June (czerwiec) i nineteenth (dziewiętnasty).
Święto Juneteenth upamiętnia datę 19 czerwca roku 1865, tuż po zakończeniu wojny secesyjnej, kiedy generał armii unijnej Gordon Granger proklamował publicznie w mieście Galveston, że wszyscy niewolnicy w stanie Teksas są niniejszym oficjalnie wolni. Zniesienie niewolnictwa w stanach konfederacyjnych zostało oficjalnie obwieszczone już w roku 1862 przez Proklamację Emancypacji prezydenta Abrahama Lincolna, która to proklamacja weszła w życie 1 stycznia 1863, zmieniając prawny status 3,5 miliona Afroamerykanów w stanach południowych z niewolników na wolnych. Mimo proklamacji, niewolnictwo było nadal legalne w stanach południowych do końca wojny, oraz legalne i praktykowane jeszcze w Delaware i Kentucky aż do 6 grudnia 1865, kiedy została ratyfikowana 13. poprawka do konstytucji USA, konstytucyjnie znosząca niewolnictwo oraz pracę przymusową w całym kraju.
Generał Granger odczytał Proklamację Emancypacji jako wojskowy rozkaz nr 3 na balkonie willi Ashton House, po czym uwolnieni ludzie w Galvestonie hucznie uczcili proklamację. Rok później, uwolnieni ludzie w całym Teksasie zaczęli obchodzić rocznicę jako Jubilee Day, dzień jubileuszowy albo Emancipation Day, dzień ich emancypacji. Z czasem, podczas wielkich kryzysów finansowych, nastąpiły fale wielkich migracji ludzi ze stanów południowych do zachodnich i północnych – gdzie teksascy Afroamerykanie przenieśli i rozpowszechnili tradycję obchodzenia święta Juneteenth, najczęściej wokół społeczności kościołów afroamerykańskich.
Obecnie święto Juneteenth jest obchodzone jako jednodniowy festiwal w USA, a także w amerykańskich terytoriach zamorskich i bazach wojskowych i w amerykańskich społecznościach emigracyjnych, np. w Paryżu. Do tradycji świątecznych Juneteenth należy publiczne odczytywanie Proklamacji Emancypacyjnej, wspólne śpiewanie, w tym hymnu „Lift Every Voice and Sing”, odczytywanie poezji twórców afroamerykańskich jak Maya Angelou, spektakle muzyczne, teatralne i historyczne, festiwale uliczne, rodeo, obieranie miss Juneteenth itp. Meksykańscy Mascogos, potomkowie tzw. Czarnych Seminoli, którzy zbiegli z amerykańskiego niewolnictwa w roku 1852 i osiedli w Coahuila, również obchodzą Juneteenth.
W roku 2020 Juneteenth nabrało specjalnego znaczenia w obliczu zabójstwa Georga Floyda przez policję, fali protestów w amerykańskich miastach i wsparcia dla ruchu społecznego Black Lives Matter.
Protesty i wsparcie spowodowały, że w roku 2020 wiele amerykańskich instytucji i korporacji oficjalnie obchodzi Juneteenth z pracownikami, a niektóre z przedsiębiorstw i instytucji, w tym uniwersytety Harvard i Cornell, Twitter, Citigroup, Uber i Nike ogłosiło swe uznanie Juneteenth jako święta pracowniczego, czyli dnia opłaconego urlopu dla swych pracowników. Korporacje Google i Apple dodały Juneteenth jako oficjalne święto amerykańskie w swoich kalendarzach Google i na Iphone.

## Galeria Juneteenth

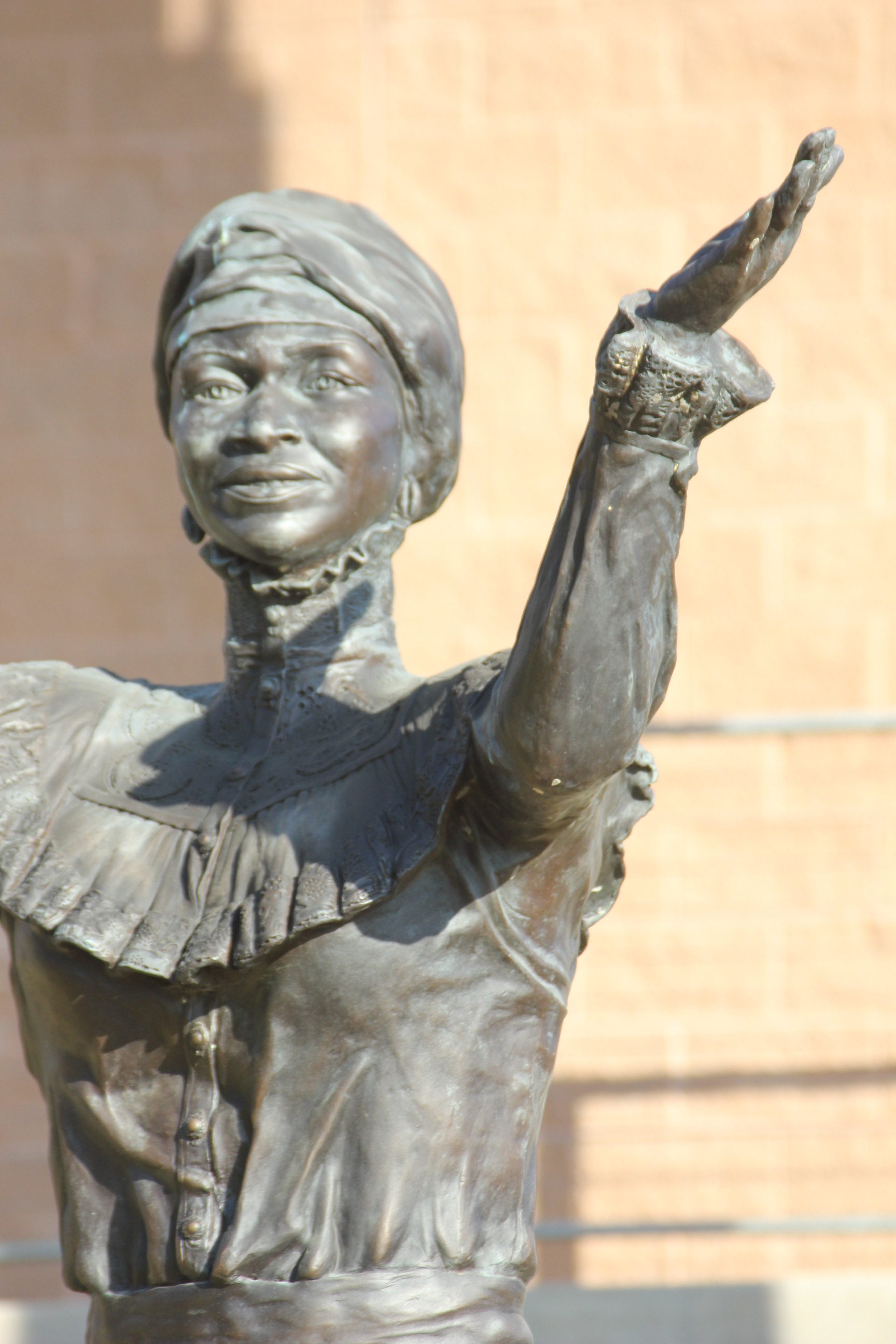
Pomnik Juneteenth, Uwolniona kobieta
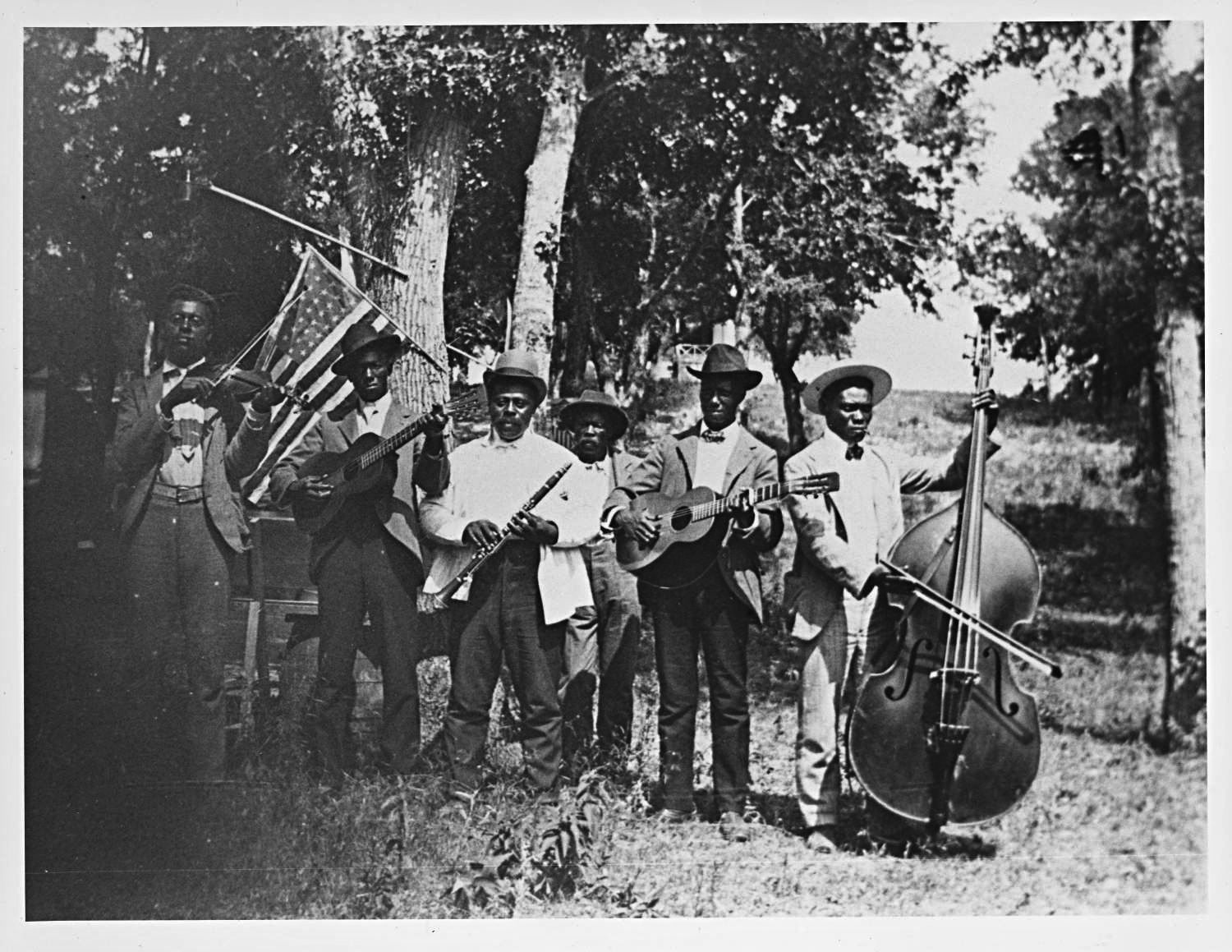
Zespół muzyczny, Dzień Emancypacji 1900
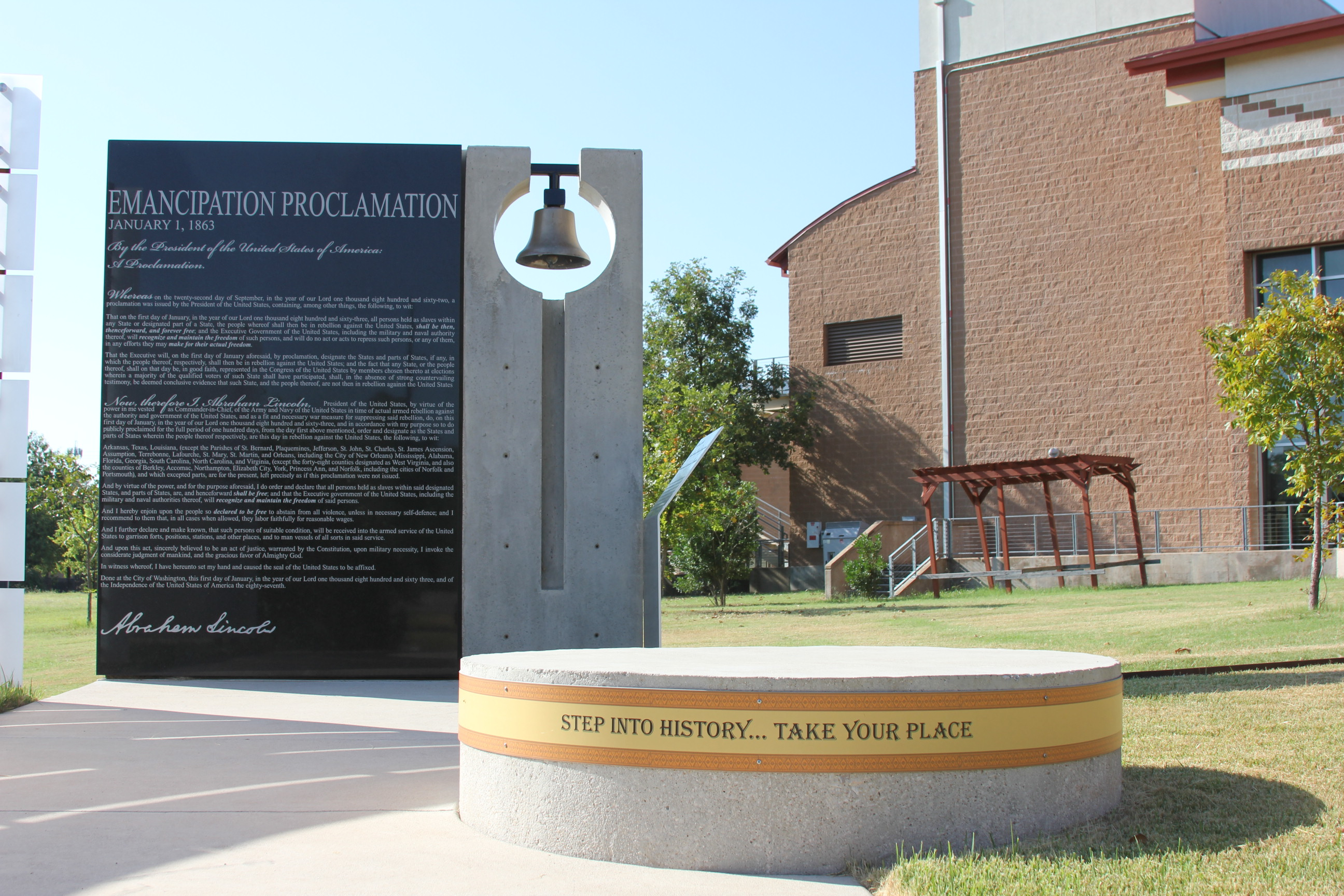
Pomnik Juneteenth, Proklamacja Lincolna, Austen w Teksasie
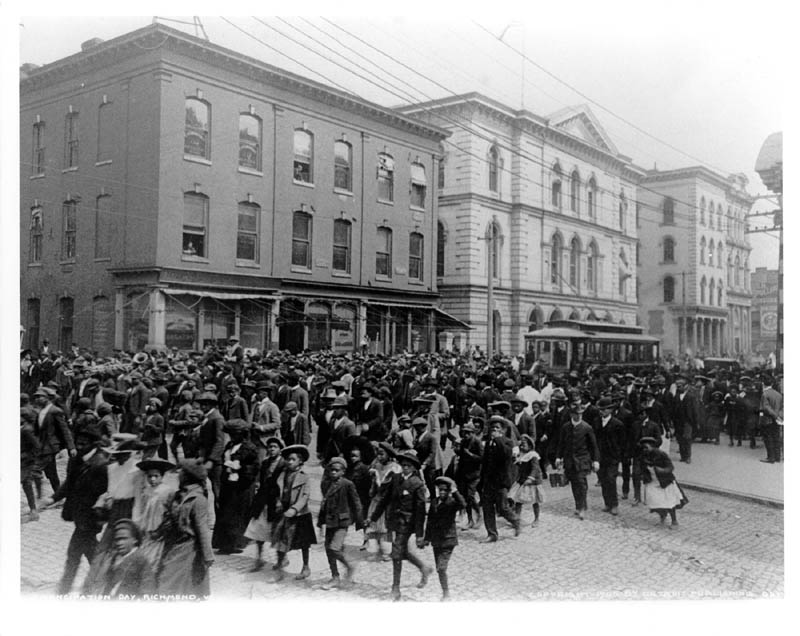
Dzień Emancypacji, Virginia 1905
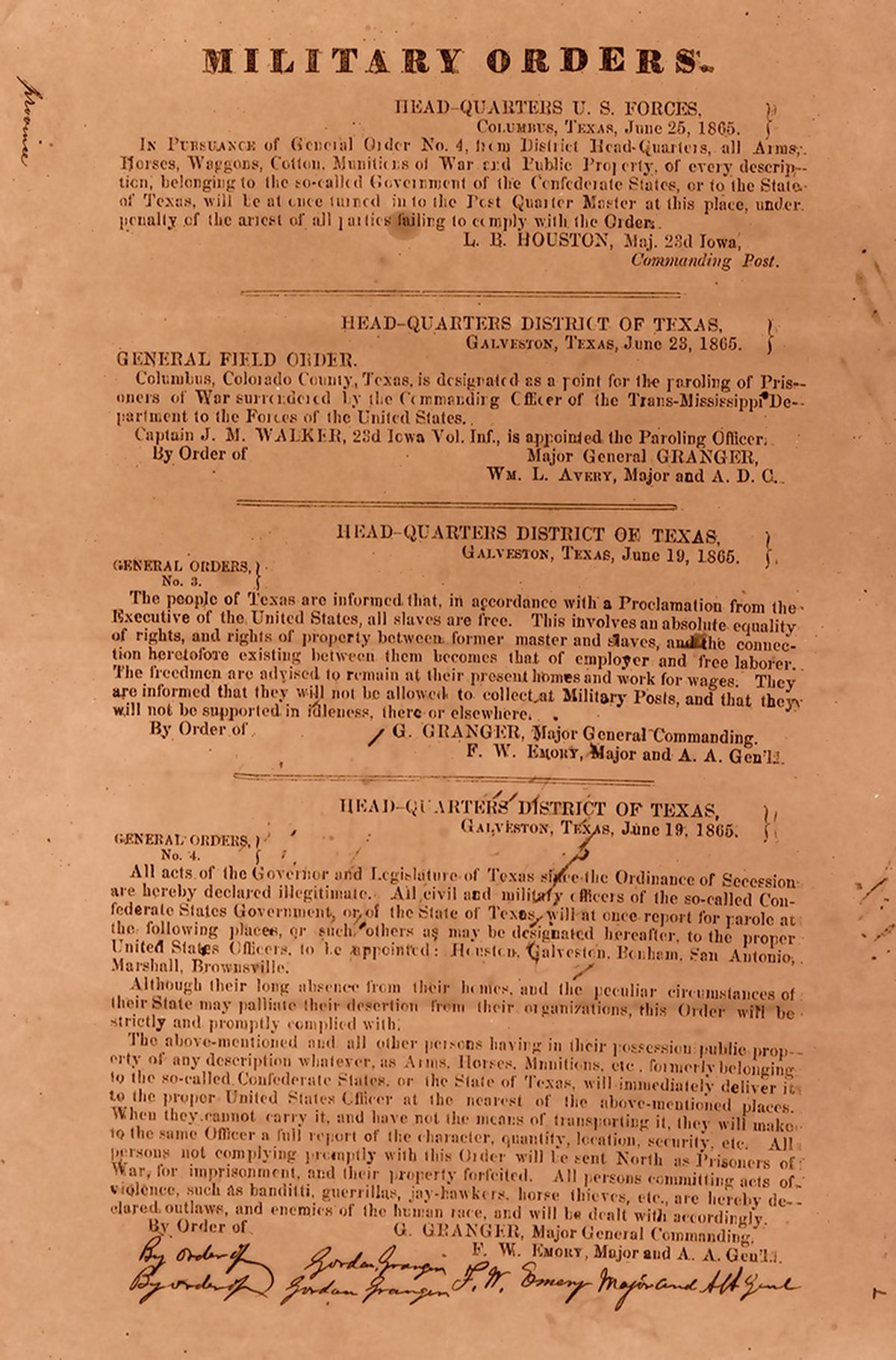
Rozkaz nr 3.

## Literatura
- Days Of Jubilee: The End of Slavery in the United States – Patricia McKissack, Fredrick McKissack. Wyd. Scholastic Press, 2002